# Gora Guseva
Gora Guseva (englische Transkription von russisch Гора Гусева Gora Gussewa) ist ein Nunatak im ostantarktischen Mac-Robertson-Land. Im südlichen Teil der Prince Charles Mountains ragt er nahe der Gora Sharonova auf.
Russische Wissenschaftler benannten ihn. Der Namensgeber ist nicht überliefert.